# Station Vilvoorde
Station Vilvoorde is een spoorwegstation langs spoorlijn 25, 27 (Brussel - Antwerpen) en 26 (Halle - Vilvoorde), in de stad Vilvoorde. Het is een station op de allereerste publieke spoorlijn op het Europese vasteland.

## Bouw
Het eerste station van Vilvoorde bevond zich enkele honderden meters noordelijker, bij de kruising met de Leuvensesteenweg. In de jaren 70 van de 19e eeuw werd het station verplaatst naar zijn huidige locatie. Van 1835 tot omstreeks de eeuwwisseling bevonden de sporen zich op straatniveau. Het huidige stationsgebouw dateert uit 1882 en is gebouwd in neo-Vlaamse renaissancestijl. Het stationsgebouw staat op straatniveau en de perrons liggen in de hoogte. Bij de bouw van het nieuwe station eind 19e eeuw werd een heel nieuwe stationswijk gebouwd voor de nieuwe rijken van Vilvoorde. Sinds 1975 is het stationsgebouw een beschermd monument.

## Renovatie
Begin jaren tien verkeerde het station in staat van verregaand verval. In het bijzonder de doorgang en de perrons waren slecht onderhouden: de verf bladderde af, de gietijzeren delen vertoonden roest en het tegelwerk was beschadigd. Oorspronkelijk stond er een renovatie gepland voor de zomer van 2014. De NMBS moest dit project echter uitstellen; als reden werden de bezuinigingen door de regering-Michel I aangevoerd. Nadat burgemeester Hans Bonte juridische stappen overwoog om een renovatie af te dwingen, werden de renovaties op 31 augustus 2015 goedgekeurd door de raad van bestuur van de NMBS. Het gerenoveerde station krijgt een extra onderdoorgang en er wordt een nieuw busstation gebruikt, dat ook voor de tramlijn van Brabantnet gebruikt zal kunnen worden.
De werken aan de stationsomgeving zijn uitgevoerd in 2016; het voormalige Joker Casino werd afgebroken en in de plaats kwamen er een ruime busterminal met meer (bus)perrons. Dit busstation werd geopend in januari 2017. De werken aan de (spoor)perrons zouden starten in de lente van 2017. De werken zouden afgewerkt moeten zijn tegen 2020. De nieuwe onderdoorgang zou tegen de zomer van 2019 beschikbaar zijn. Anno 2020 zijn de werken volop aan de gang en zou de gang afgewerkt zijn tegen september 2021.

## Treindienst
Vilvoorde is een IC-station, maar niet alle IC's stoppen in dit station. Van de vijf reguliere IC's tussen Brussel en Mechelen stoppen er drie in Vilvoorde (IC 05 en 07 rijden het station voorbij).
| Serie       | Treinsoort             | Route                                                                                          | Bijzonderheden |
| ----------- | ---------------------- | ---------------------------------------------------------------------------------------------- | --- |
| IC 11       | Intercity (NMBS)       | Binche – La Louvière-Centrum – Brussel-Zuid – Schaarbeek [ – Vilvoorde – Mechelen – Turnhout ] | Rijdt in het weekend tussen Binche en Schaarbeek. |
| IC 22       | Intercity (NMBS)       | Brussel-Zuid – Vilvoorde – Mechelen – Antwerpen-Centraal                                       | |
| IC 31       | Intercity (NMBS)       | [ Charleroi-Centraal – ] Brussel-Zuid – Vilvoorde – Mechelen – Antwerpen-Centraal              | In het weekend vanaf Charleroi-Centraal. |
| S 1         | S-trein Brussel (NMBS) | Charleroi-Centraal – /Nijvel – Brussel-Zuid – Vilvoorde – Mechelen – Antwerpen-Centraal        | Op zondag een deel Brussel-Noord - Nijvel en een deel Brussel-Zuid - Antwerpen-Centraal. Tijdens de week eerste en laatste ritten van/naar Charleroi-Centraal.  |
| S 4         | GEN (NMBS)             | Aalst – Brussel-Schuman – Vilvoorde – Mechelen                                                 | Rijdt alleen op werkdagen. |
| S 5         | GEN (NMBS)             | [ Geraardsbergen – ] Edingen – Halle – Brussel-Schuman – Vilvoorde – Mechelen                  | Rijdt in de spits van/naar Geraardsbergen. Rijdt in het weekend tussen Halle en Mechelen. Rijdt tijdens de vakantieperiode 1x/u enkel tussen Halle en Mechelen. |
| S 7         | GEN (NMBS)             | Halle – Merode – Vilvoorde                                                                     | Rijdt alleen op werkdagen. |
| P 7205/8205 | Piekuurtrein (NMBS)    | Mol – Mechelen – Vilvoorde – Brussel-Zuid                                                      | Rijdt alleen op werkdagen. |

## Galerij

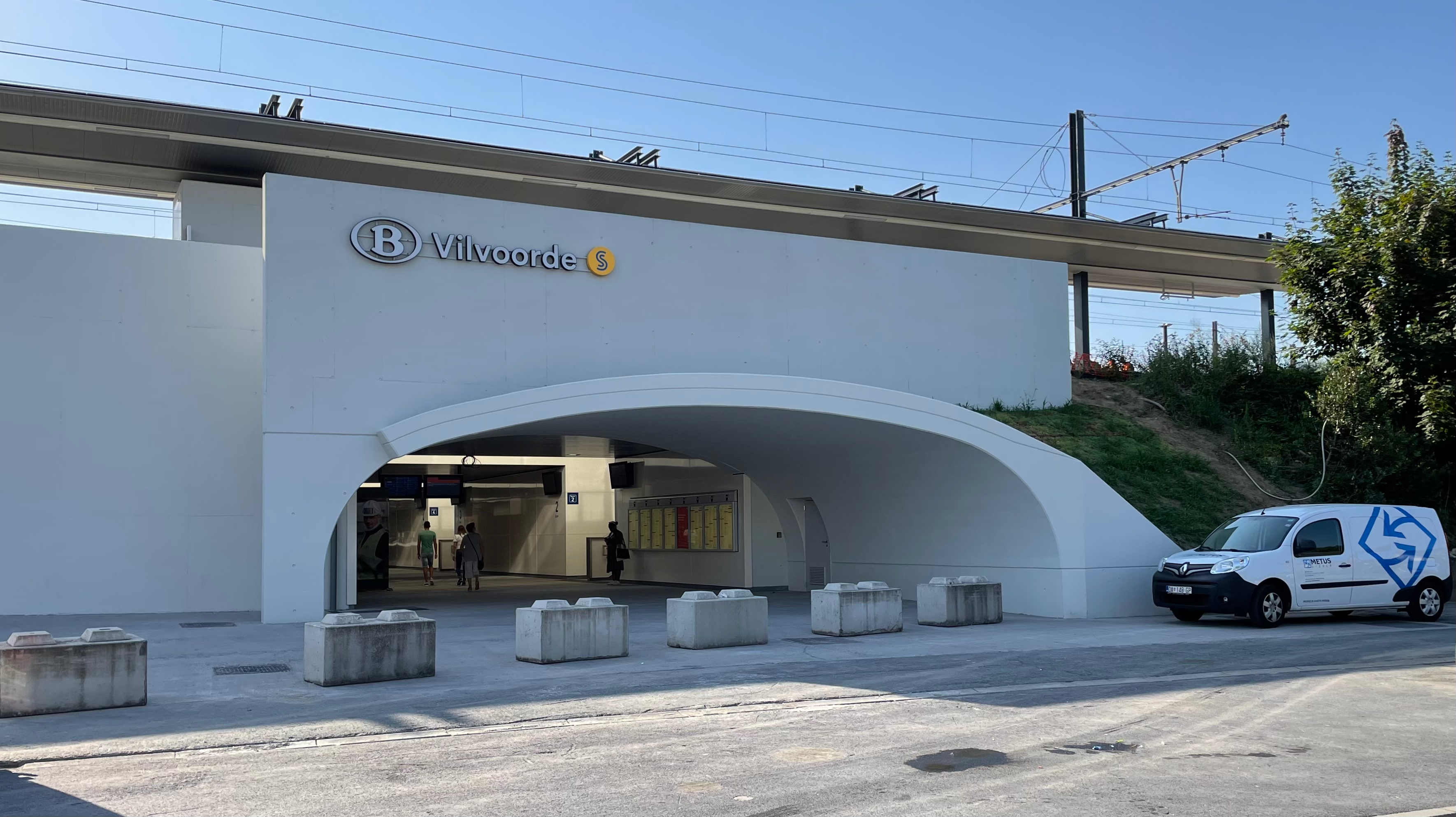
Nieuwe doorgang
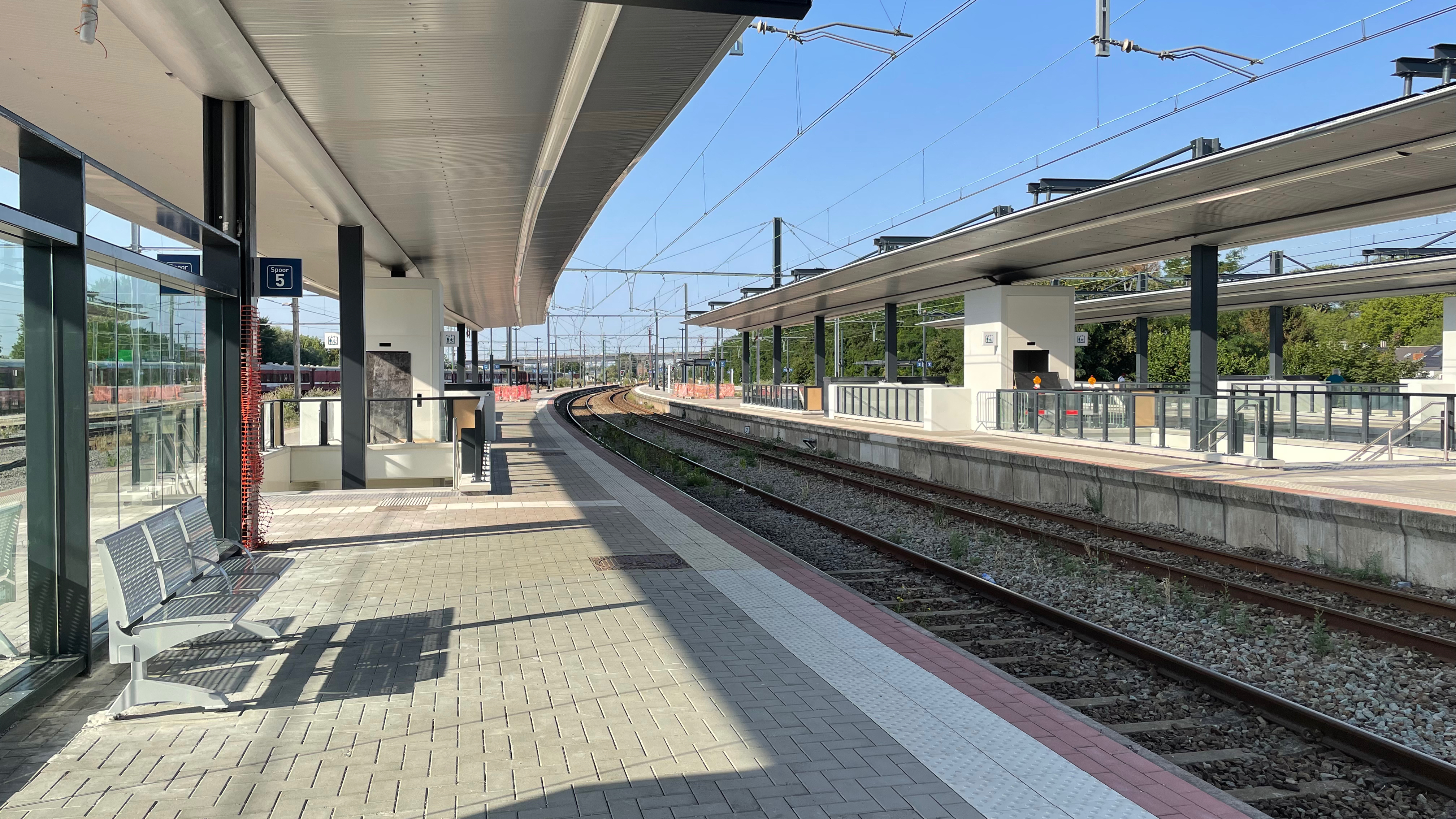
Vernieuwde perrons
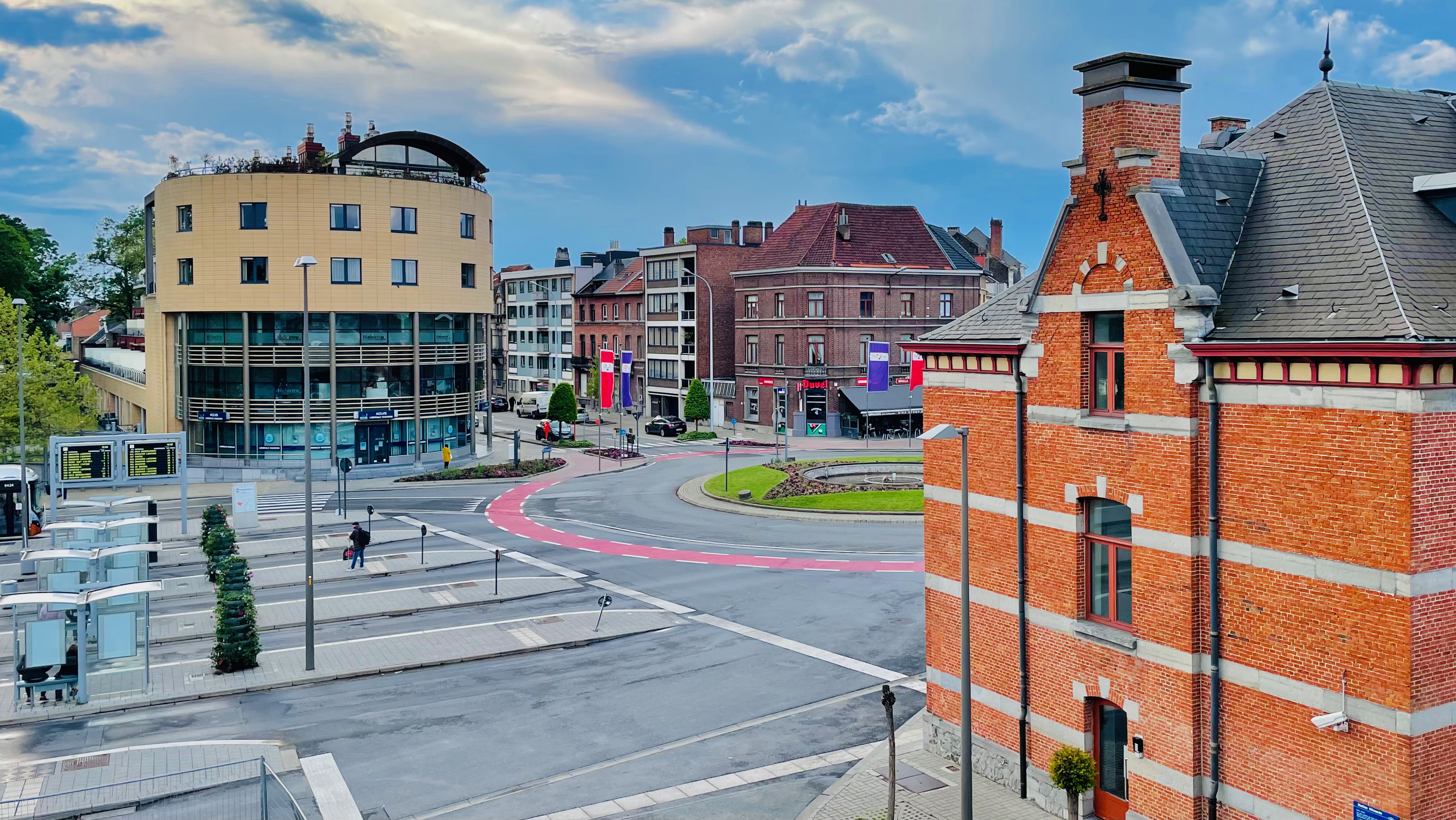
Het stationsplein
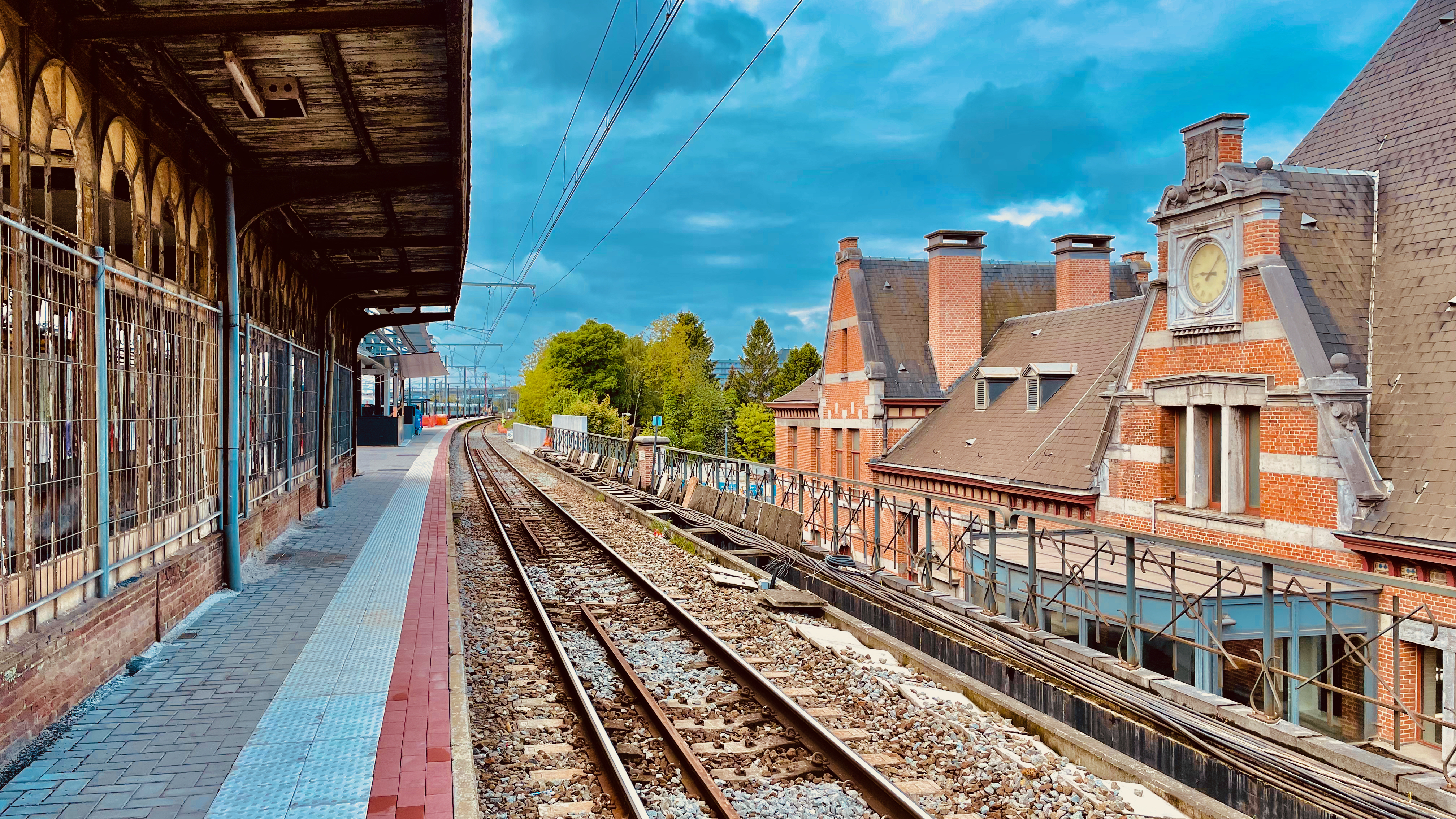
Zicht op de sporen

## Reizigerstellingen
De grafiek en tabel geven het gemiddeld aantal instappende reizigers weer op een week-, zater- en zondag.
| Tabel: aantal instappende reizigers station Vilvoorde | Tabel: aantal instappende reizigers station Vilvoorde | Tabel: aantal instappende reizigers station Vilvoorde | Tabel: aantal instappende reizigers station Vilvoorde |
|                                                       | Weekdag                                               | Zaterdag                                              | Zondag                                                |
| ----------------------------------------------------- | ----------------------------------------------------- | ----------------------------------------------------- | ----------------------------------------------------- |
| 1977                                                  | 4 368                                                 | 510                                                   | 491                                                   |
| 1978                                                  | 4 768                                                 | 563                                                   | 380                                                   |
| 1979                                                  | 3 551                                                 | 474                                                   | 322                                                   |
| 1980                                                  | 3 905                                                 | 529                                                   | 457                                                   |
| 1981                                                  | 4 020                                                 | 583                                                   | 466                                                   |
| 1982                                                  | 457                                                   | 512                                                   | 452                                                   |
| 1983                                                  | 3 736                                                 | 413                                                   | 384                                                   |
| 1984                                                  | 3 143                                                 | 373                                                   | 413                                                   |
| 1985                                                  | 3 064                                                 | 430                                                   | 322                                                   |
| 1986                                                  | 2 863                                                 | 377                                                   | 292                                                   |
| 1987                                                  | 2 754                                                 | 292                                                   | 279                                                   |
| 1988                                                  | 2 539                                                 | 313                                                   | 233                                                   |
| 1989                                                  | 2 271                                                 | 415                                                   | 264                                                   |
| 1990                                                  | 2 506                                                 | 247                                                   | 221                                                   |
| 1991                                                  | 2 255                                                 | 290                                                   | 288                                                   |
| 1992                                                  | 2 517                                                 | 369                                                   | 262                                                   |
| 1993                                                  | 2 473                                                 | 417                                                   | 175                                                   |
| 1994                                                  | 3 125                                                 | 433                                                   | 255                                                   |
| 1995                                                  | 3 009                                                 | 363                                                   | 283                                                   |
| 1996                                                  | 3 287                                                 | 521                                                   | 277                                                   |
| 1997                                                  | 3 207                                                 | 505                                                   | 322                                                   |
| 1998                                                  | 3 376                                                 | 544                                                   | 350                                                   |
| 1999                                                  | 3 354                                                 | 512                                                   | 499                                                   |
| 2000                                                  | 3 580                                                 | 708                                                   | 470                                                   |
| 2001                                                  | 3 959                                                 | 732                                                   | 485                                                   |
| 2002                                                  | 3 763                                                 | 658                                                   | 494                                                   |
| 2003                                                  | 5 051                                                 | 760                                                   | 506                                                   |
| 2004                                                  | 5 093                                                 | 995                                                   | 724                                                   |
| 2005                                                  | 4 481                                                 | 1 073                                                 | 696                                                   |
| 2006                                                  | 4 900                                                 | 1 106                                                 | 790                                                   |
| 2007                                                  | 5 291                                                 | 1 046                                                 | 978                                                   |
| 2008                                                  | -                                                     | -                                                     | -                                                     |
| 2009                                                  | 5 644                                                 | 1 223                                                 | 886                                                   |
| 2010                                                  | -                                                     | -                                                     | -                                                     |
| 2011                                                  | -                                                     | -                                                     | -                                                     |
| 2012                                                  | 5 441                                                 | 1 413                                                 | 1 117                                                 |
| 2013                                                  | 5 809                                                 | 1 453                                                 | 1 065                                                 |
| 2014                                                  | 5 460                                                 | 1 484                                                 | 3 418                                                 |
| 2015                                                  | 5 482                                                 | 1 541                                                 | 1 170                                                 |
| 2016                                                  | 5 862                                                 | 1 453                                                 | 1 095                                                 |
| 2017                                                  | 5 832                                                 | 1 691                                                 | 1 269                                                 |
| 2018                                                  | 5 848                                                 | 2 175                                                 | 1 656                                                 |
| 2019                                                  | 6 196                                                 | 2 249                                                 | 1 671                                                 |
| 2020                                                  | 3 315                                                 | 1 947                                                 | 1 263                                                 |
| 2021                                                  | -                                                     | -                                                     | -                                                     |
| 2022                                                  | 5 440                                                 | 2 914                                                 | 2 356                                                 |
| 2023                                                  | 5 945                                                 | 3 094                                                 | 2 525                                                 |
| 2024                                                  | 6 323                                                 | 3 890                                                 | 3 282                                                 |

0,0: Brussel-Groendreef ·
0,0: Brussel-Noord ·
2,4: Schaarbeek ·
7,3: Buda ·
9,4: Vilvoorde ·
13,6: Eppegem ·
15,9: Weerde ·
19,5: Mechelen-Kanaal ·
20,4: Mechelen ·
22,0: Mechelen-Nekkerspoel ·
26,5: Sint-Katelijne-Waver ·
28,9: Duffel ·
33,8: Kontich-Lint ·
36,2: Hove ·
38,1: Mortsel-Oude-God ·
39,7: Mortsel-Deurnesteenweg ·
39,7: Mortsel ·
41,8: Antwerpen-Berchem ·
43,8: Antwerpen-Centraal ·
47,6: Antwerpen-Luchtbal
0,0: Brussel-Noord ·
2,4: Schaarbeek ·
7,2: Machelen ·
9,4: Vilvoorde ·
13,6: Eppegem ·
15,9: Weerde ·
19,5: Mechelen-Kanaal ·
20,4: Mechelen ·
22,0: Mechelen-Nekkerspoel ·
26,5: Sint-Katelijne-Waver ·
28,9: Duffel ·
33,8: Kontich-Lint ·
36,2: Hove ·
38,2: Mortsel-Liersesteenweg ·
39,8: Mortsel ·
41,8: Antwerpen-Berchem ·
43,8: Antwerpen-Centraal